# Ligament vestibulaire
La ligament vestibulaire (ou ligament thyro-aryténoïdien supérieur ou ligament de la corde vocale supérieure ou ligament ventriculaire) est un ligament intrinsèque pair du larynx formé par l'épaississement du bord inférieur de la membrane quadrangulaire. Il relie l'angle rentrant du cartilage thyroïde à la fossette triangulaire du cartilage aryténoïde.
Ils sont inclus dans l'épaisseur des plis vestibulaires.